# صباغ الأحواض

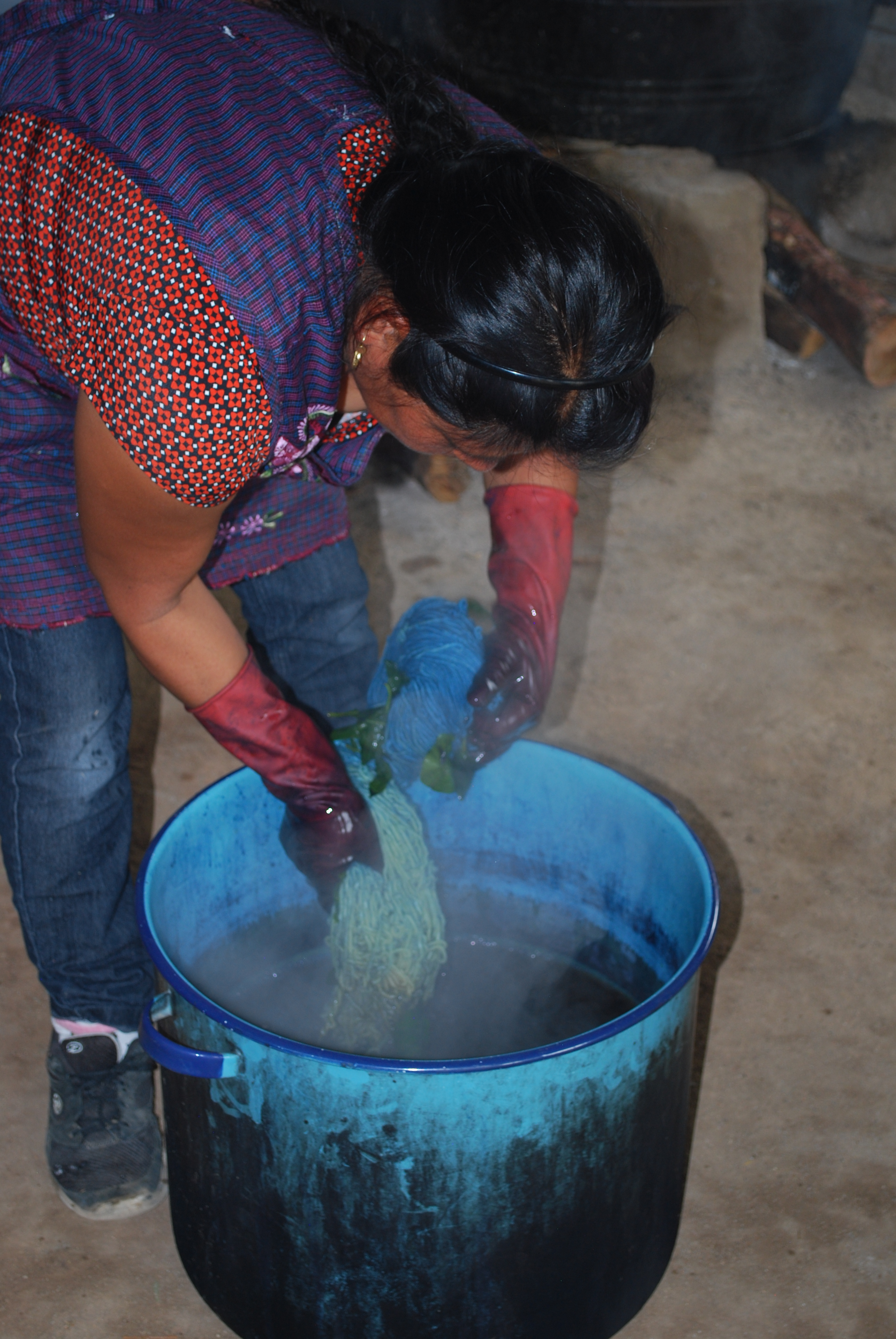

أصبغة الحَلَّة أو أصبغة الراقود أو أصبغة الأحواض (بالإنجليزية: Vat Dyes)‏ هي إحدى أقدم أصناف الأصبغة. تستعمل هذه الأصبغة خصوصًا في صباغة الألياف السيليلوزية لتعطي أفضل خواص للثبات اللوني. وبسبب شعبية اللون الأزرق لبناطيل الجينز، بقي صباغ النيلة (Indigo) الذي يعطي اللون النيلي من أهم الأصبغة للاستخدام الحالي. نحصل على صباغ النيلة الطبيعي باستخراجه من الأوراق بتخميرها في الراقود (وهو وعاء ضخم للسوائل كان يصنع من الخشب ويُستخدم للتكرير أو التخمير أو الصباغة أو الدباغة)، وهذا هو سبب تسميتها بأصبغة الراقود. يركب صباغ النيلة في وقتنا الحاضر من مركبات وسيطة صنعية. تستعمل بعد إرجاعها إلى مركبات منحلة في الماء عديمة اللون (Leuco vat dyes)، حيث تصبغ الألياف، وتؤكسد بعدها هذه المركبات وهي داخل الألياف لتتحول إلى خضب غير منحلة في الماء.

## مبدأ الصباغة
إذن أصبغة الحلة هي خضب غير منحلة في الماء. وتسمى بالأصبغة لأن إرجاعها الكيميائي في محلول قلوي يحول الخضاب إلى مركب عديم اللون وذواب في الماء يتمتع بألفة تجاه القطن. يكون لأصبغة الحلة وللمركب المرجع ألوانا مختلفة تماماً (الأزرق والأصفر الشاحب في حالة صباغ النيلة) وهذا يفيد في مراقبة عملية الإرجاع. بعد عملية الصباغة بالمركبات عديمة اللون، يعاد توليد الخضاب في القطن المصبوغ عن طريق عملية الأكسدة.
تتضمن العملية ثلاث مراحل:
1. إرجاع الخضاب إلى مركب ذواب عديم اللون، وتسمى هذه العملية مجازاً بالتخمير (Vatting).
2. امتصاص القطن للمركب عديم اللون أثناء الصباغة.
3. أكسدة المركب عديم اللون الممتص في القطن، مشكلا خضابا غير منحل داخل الألياف.

إن استعمال محاليل قلوية قوية (pH 12-14) من أجل التخمير والصباغة، يحد من استعمال معظم أصبغة الحلة على الألياف السيليلوزية.

## خواص أصبغة الأحواض
تقسم أصبغة الأحواض إلى نوعين: أصبغة الأنثراكينون، وأصبغة الأنديغويد. كلا النوعين يتمتع بخواص ثباتية جيدة، وخصوصا الثباتية ضد الكلور، إلا أن أصبغة الأنثراكينون أكثر ثباتا، وخصوصا ثبات الصباغة للضوء.
وتتسم أصبغة الأحواض بسمة عامة مع أنها ذات بنى جزيئية معقدة، فجميعها تحتوي على مجموعة الكربونيل (C=O<)ا.